# Put-Call-Verhältnis
Das Put-Call-Verhältnis, oder Put-Call-Ratio (PCR) gehört im Wertpapierhandel zu den Timingindikatoren zur Bewertung von Wertpapieren.
Sie gibt das Verhältnis von gehandelten Verkaufsoptionen zu Kaufoptionen an. 
{\displaystyle PCR={\frac {\text{gehandelte Verkaufsoptionen}}{\text{gehandelte Kaufoptionen}}}}.
Wenn Verkaufsoptionen überwiegen, deutet dies nach vorherrschender Meinung auf eine negative Marktstimmung (Börsensentiment). Überwiegen dagegen in einem gemäßigten Umfang Kaufoptionen, deutet dies aus dieser Sicht auf eine positive Marktstimmung. Dabei ist zu beachten, dass unter normalen Bedingungen weniger Verkaufsoptionen als Kaufoptionen nachgefragt werden; eine ausgeglichene PCR nahe 1 gilt daher schon als Anzeichen einer leicht negativen Marktstimmung. Nach extrem hohen Put-Call-Verhältnissen ist häufig allerdings ein Ansteigen der Kurse zu beobachten. Die PCR gilt deshalb als ein Kontraindikator.
Das Put-Call-Verhältnis ist ein weit verbreiteter Sentiment-Indikator. An der Chicago Board Options Exchange (CBOE) wird diese halbstündlich ermittelt. 
In Deutschland kann man auf den Webseiten der Frankfurter und Stuttgarter Börsen die PCRs einsehen. 
Es gibt dabei zwei Arten, wie das PCR berechnet werden kann: nach Volumen (Anzahl der gehandelten Optionen) oder nach Geldmenge. Normalerweise wird das PCR bezogen auf das Volumen berechnet. Allerdings ist nach Meinung einiger Analysten die Berechnung bezogen auf die Geldmenge aussagekräftiger, da hierbei bewertet wird, wie viel Geld tatsächlich investiert wird.

## Einzelnachweis
1. ↑  Vgl. Nasser Saber 1999, S. 121f.